# Romano Lodi Fé
Romano Lodi Fé (* 11. August 1881 in Ostiglia; † 25. Dezember 1971 in Rom) war ein italienischer Diplomat.

## Leben
Romano Lodi Fé war der Sohn von Elena Luigi und Golinelli Lodi Fé. Er heiratete am 18. Juli 1915 in Thessaloniki Katé Abbott Tochter von Alfred Abbott. Ihre Kinder waren Katé und Maurizio Abott (* 1. Juni 1918 in Thessaloniki).
Er studierte Rechtswissenschaft, trat 1908 in den auswärtigen Dienst und wurde nach Ägypten gesandt. Von 1910 bis 1912 war er Vizekonsul in den Vereinigten Staaten, am 25. Juni 1912 wurde er Vizekonsul für Denver, 1917 wurde er Konsul in San Francisco.
Nach dem Friedensvertrag von Ouchy vom 18. Oktober 1912 war er Beauftragter des Waffenstillstandes im Dodekanes, 1914 war er Konsul in Bitola. Von 1915 bis 1918 war er Generalkonsul in Thessaloniki.
1919 war er italienischer Hochkommissar in Konstantinopel.
Er war Mitglied der italienischen Reparationsdelegation bei der Pariser Friedenskonferenz 1919.
Ende April 1927 wurde er von Ubaldo Rochira als Generalkonsul in Zagreb abgelöst. Anschließend war er Generalkonsul in Nizza und Zürich.
Ab 1934 war er als Generalkonsul in Dublin damit befasst, faschistische Ideen zu verbreiten und anti-britische Stimmung zu machen. Romano Lodi Fé erhielt am 23. März 1937 das Agreement der irischen Regierung unter Éamon de Valera als Ministre plénipotentiaire in Dublin. Worauf er am 26. Juli 1937 mit Eduard Hempel, ein entsprechendes Akkreditierungsschreiben in Dublin Castle vorlegte. Der Völkerbund verhängte ein Embargo gegen das faschistische Italien, im Abessinienkrieg. Romano Lodi Fé übermittelte der irischen Regierung in einer Note vom 11. November die Rechtsauffassung der Regierung unter Benito Mussolini, deren Eingang durch die irische Regierung bestätigt wurde.
Lodi Fé war vom 2. September 1938 bis 8. November 1945 Botschafter in Oslo. In dieser Zeit trugen die schwedische und die finnische Regierung einen Wunsch auf Mediation an Regierung von Benito Mussolini im Winterkrieg in Moskau und Berlin heran.